# Ханшке, Райнер
Райнер Ханшке (нем. Reiner Hanschke; 9 декабря 1940, Кётен, Свободное государство Ангальт — 30 июня 2015, Лейпциг, Саксония) — восточногерманский хоккеист на траве, полевой игрок. Участник летних Олимпийских игр 1964 года.

## Биография
Райнер Ханшке родился 9 декабря 1940 года в немецком городе Кётен.
Обучался медицине.
Играл в хоккей на траве за «Лейпциг», в составе которого дважды в 1963 и 1968 годах становился чемпионом ГДР по индорхоккею.
В составе сборной ГДР участвовал в предолимпийских отборочных матчах против ФРГ.
В 1964 году вошёл в состав сборной ГДР по хоккею на траве, выступавшей под маркой Объединённой германской команды на летних Олимпийских играх в Токио, занявшей 5-е место. Играл в поле, провёл 1 матч, мячей не забивал.
В 1962—1965 годах провёл за сборную ГДР 10 матчей.
Умер 30 июня 2015 года в немецком городе Лейпциг.